# Battaglia di Shopian
La battaglia di Shopian ebbe luogo il 3 luglio 1819 (o il 5 luglio 1819) tra una forza di spedizione dell'impero Sikh e Jabbar Khan, governatore del Kashmir, allora provincia dell'impero Durrani. Fu la battaglia decisiva della spedizione.

## Contesto
Dal 1814 al 1819, l'impero Sikh fu costretto a inviare spedizioni punitive contro gli Stati collinari di Bhimber, Rajouri, Poonch, Nurpur e altri. Soffocando le ribellioni in questi Stati, l'impero Sikh cercava di mantenere il controllo delle rotte attraverso la catena dei monti Pir Panjal e verso il Kashmir. L'impero Durrani manteneva comunque il controllo de facto di questi territori, in quanto la catena montuosa rendeva impossibile l'invio di rifornimenti e di truppe fresche agli eserciti sikh.
Nel 1819 Azim Khan, governatore afghano del Kashmir, aveva portato le sue truppe a Kabul, lasciando indifeso il Kashmir. Birbal Dhar, ministro delle entrate di Azim Khan, si recò a Lahore, capitale dell'impero Sikh, e chiese al maharaja Ranjit Singh di annettere il Kashmir, informandolo che Azim Khan non era più a capo delle forze Durrani in quella regione e fornendo informazioni sulle vie di invasione.

## Spedizione nel Kashmir del 1819
Il corpo di spedizione sikh stabilì due depositi di armi a Gujrat e Wazirabad. Il 20 aprile 1819 Ranjit Singh ordinò a 30000 uomini di partire da Lahore verso gli stati collinari ai piedi del monti Pir Panjal. La spedizione era divisa in tre colonne: Misr Diwan Chand comandava l'avanguardia, Kharak Singh la retroguardia e Ranjit Singh una riserva di 10000 uomini, che proteggeva il trasporto dei rifornimenti. La forza di spedizione marciò fino a Bhimber e si rifornì catturando, senza incontrare resistenza, il forte di un hakim (governatore) locale. Il 1º maggio 1819 le colonne dell'esercito sikh raggiunsero Rajouri, trovando l'opposizione del locale governatore, raja Agarullah Khan. Costretti alla battaglia, i sikh guidati da Hari Singh Nalwa sbaragliarono il nemico, che offrì una resa incondizionata dopo aver perso la maggior parte degli uomini e delle forniture belliche. Il fratello di Agarullah Khan, Rahimullah Khan, fu nominato raja di Rajouri in cambio di assistenza nell'attraversamento del passo di Behram (Baramgala, imbocco del passo di Pir Panjal).
Una volta che le forze sikh raggiunsero il passo di Behram, il faujdar nominato dai Durrani e incaricato di sorvegliarlo, fuggì a Srinagar. Mir Mohammad Khan, il kotwal dello Stato di Poonch, e Mohammad Ali, il kotwal di Shopian, tentarono una difesa ai passi di Dhaki Deo e Maja, ma furono sconfitti e si arresero a Misr Diwan Chand il 23 giugno 1819. Kharak Singh avanzava ora verso Surdee Thana mentre Misr Diwan Chand divise le sue forze in tre colonne, cui ordinò di attraversare i monti Pir Panjal.

## La battaglia
Le colonne dell'esercito sikh si riunirono a Surai Ali (chiamata anche Serai Illahi e Serai Ali), sulla strada per Shopian. Il 3 luglio 1819 l'esercito sikh tentò di marciare attraverso Shopian verso Srinagar, ma fu fermato da un esercito Durrani guidato da Jabbar Khan. La forza Durrani si era fortificata in preparazione dell'attacco sikh e si era dotata di artiglieria pesante, contro la quale i sikh potevano opporre solo artiglieria leggera.
Una volta che la sua artiglieria fu a portata di tiro, Misr Diwan Chand aprì la battaglia con un fuoco di sbarramento e molteplici cariche di fanteria e cavalleria. L'esercito Durrani riuscì a contenere i tentativi dei sikh di assaltare le loro linee fino a quando questi ultimi non iniziarono a far avanzare i loro cannoni. Tuttavia, quando Misr Diwan Chand stava supervisionando il movimento dei cannoni sul fianco sinistro dei sikh, Jabbar Khan vide un'apertura nello schieramento nemico e guidò il fianco destro dei Durrani all'assaltò della batteria di artiglieria di Misr Diwan Chand: riuscì a catturare due cannoni e a gettare il fianco sinistro dei sikh nello scompiglio. Le forze Durrani che attaccavano il fianco sinistro dei sikh erano però esposte sulla loro sinistra e Akali Phoola Singh, il comandante del fianco destro dei sikh, radunò le su truppe e le guidò in una carica attraverso il campo di battaglia verso la batteria di artiglieria. Dopo un combattimento ravvicinato, in cui entrambe le parti ricorsero all'uso di spade e pugnali, i soldati Durrani, poco addestrati, si dimostrarono incapaci di affrontare le abilità marziali molto superiori dei soldati sikh. Alcuni reparti delle forze Durrani iniziarono a ritirarsi e Jabbar Khan fu ferito mentre fuggiva dal campo di battaglia.

## Conseguenze
Entrambe le parti subirono pesanti perdite, ma Jabbar Khan e il suo esercito fuggirono dal campo di battaglia attraversando il fiume Indo e allontanandosi dal Kashmir. Quando, dopo la battaglia, l'esercito sikh entrò nella città di Srinagar, il principe Kharak Singh garantì la sicurezza personale di ogni cittadino e assicurò che la città non sarebbe stata saccheggiata. La conquista pacifica di Srinagar fu importante perché la città, oltre ad avere una grande industria di produzione di scialli, era anche il centro del commercio tra Punjab, Tibet, Skardu e Ladakh.
Presa Srinagar, l'esercito sikh non incontrò grandi opposizioni nella conquista del Kashmir. Tuttavia, quando Ranjit Singh insediò Moti Ram, il figlio di Dewan Mokham Chand, come nuovo governatore del Kashmir, inviò con lui anche un "grande corpo di truppe" per assicurarsi il tributo dalle roccaforti del Kashmir, che avrebbero potuto tentare di resistere al dominio sikh. La conquista del Kashmir fissò i confini dell'impero Sikh con il Tibet e costutuì una "vasta aggiunta" all'impero, che vide aumentare "significativamente" le entrate e la superficie dell'impero.